# Mehmet Oktav
Mehmet Oktav (ur. w 1917 w Stambule, zm. 6 kwietnia 1996 tamże) – turecki zapaśnik. Złoty medalista olimpijski z Londynu.
Walczył w stylu klasycznym, w kategorii piórkowej (do 62 kilogramów). Zawody w 1948 były jego jedynymi igrzyskami olimpijskimi. W kadrze występował do 1953. Przez wiele lat był trenerem, zarówno w klubach, jak i w kadrze.